# Gaby May
Gaby May (27 agosto 1968) è un'ex sciatrice alpina svizzera.

## Biografia
Specialista delle prove tecniche originaria di Beckenried, la May ottenne il primo piazzamento internazionale di rilievo in occasione della combinata di Coppa del Mondo disputata il 14 gennaio 1990 a Haus (12ª); ai Mondiali di Saalbach-Hinterglemm 1991 ottenne l'unico piazzamento iridato in carriera, arrivando 9ª nella medesima specialità, e il 12 gennaio 1992 conquistò a Schruns ancora in combinata il miglior piazzamento in Coppa del Mondo (6ª). Si ritirò al termine della stagione 1993-1994 e la sua ultima gara fu lo slalom speciale di Coppa del Mondo disputato il 10 marzo a Mammoth Mountain, chiuso dalla May al 22º posto; non prese parte a rassegne olimpiche.

## Palmarès

### Coppa del Mondo
- Miglior piazzamento in classifica generale: 48ª nel 1992

### Coppa Europa
- Miglior piazzamento in classifica generale: 8ª nel 1990